# Билаш, Евгений Иванович
Евге́ний Ива́нович Би́лаш (укр. Євген Іванович Білаш, позывной — Джексон; 6 мая 1991, Харьков — 9 февраля 2023, возле Бахмута) — украинский военнослужащий, младший сержант, участник российско-украинской войны. Герой Украины (28 августа 2023, посмертно).

## Биография
Евгений Билаш родился 6 мая 1991 года в Харькове, где учился и работал.
С 2014 года — на фронте. Участвовал в боевых действиях в составе добровольческих батальонов и 92-й отдельной штурмовой бригады Вооружённых сил Украины.
С начала полномасштабного российского вторжения оборонял Харьковщину и Донбасс. Служил командиром отделения 3-й бригады оперативного назначения. Не раз спасал побратимов на поле боя.
Погиб 9 февраля 2023 года около Бахмута в Донецкой области.
Похоронен в родном городе.
Осталась мать и жена.

## Награды
- Звание «Герой Украины» с удостоением ордена «Золотая Звезда» (28 августа 2023, посмертно) — за личное мужество и героизм, проявленные в защите государственного суверенитета и территориальной целостности Украины, верность военной присяге[1][2].